# King Cobra (film)
King Cobra is een Amerikaanse biografische misdaadfilm uit 2016, geschreven en geregisseerd door Justin Kelly en gebaseerd op het boek Cobra Killer van Andrew E. Stoner en Peter A. Conway. De film ging op 16 april in première op het Tribeca Film Festival.  

## Verhaal
De film is gebaseerd op een waargebeurd verhaal en gaat over het leven en de begincarrière van homopornoster Brent Corrigan. Centraal in de film staat de moord op homopornoproducer Bryan Kocis in 2007 ("Stephen" in de film en gespeeld door Christian Slater) door twee opkomende producenten (Joe en Harlow) die Brent Corrigan's contract bij Cobra Productions wilden afkopen.

## Rolverdeling
- Molly Ringwald als Amy
- James Franco als Joe
- Christian Slater als Stephen
- Alicia Silverstone als Janette
- Garrett Clayton als Sean Paul Lockhart/Brent Corrigan
- Keegan Allen als Harlow
- Sean Grandillo als Caleb

## Productie
Sean Paul Lockhart/Brent Corrigan werd benaderd voor het spelen van een kleine rol in de film, maar  hij weigerde dit. Later bekritiseerde hij de filmmakers voor het verdraaien van de feiten, een onjuiste weergave van de moord en van zijn tijd in de porno-industrie.